# Théus
Théus är en kommun i departementet Hautes-Alpes i regionen Provence-Alpes-Côte d'Azur i sydöstra Frankrike. Kommunen ligger i kantonen Chorges som ligger i arrondissementet Gap. År 2022 hade Théus 230 invånare.

## Befolkningsutveckling
Antalet invånare i kommunen Théus
Referens:INSEE